# 森澤匡晴
森澤 匡晴（もりさわ まさはる、1971年10月11日 - ）は、日本の脚本家、コント作家、俳優。劇団スクエアの座付き作家でキャプテン。和歌山県出身。近畿大学法学部卒業。

## 略歴
近畿大学法学部入学と同時に、演劇部覇王樹座に入部。
1996年、演劇部の同期だった上田一軒と共に、スクエアを旗揚げ。
以後、劇団の座付作家であり、また看板俳優として全公演に出演。スクエアのキャプテン。